# Sirinopteryx rosinaria
Sirinopteryx rosinaria är en fjärilsart som beskrevs av Charles Oberthür 1911. Sirinopteryx rosinaria ingår i släktet Sirinopteryx och familjen mätare. Inga underarter finns listade i Catalogue of Life.